# Pipeline Coaster

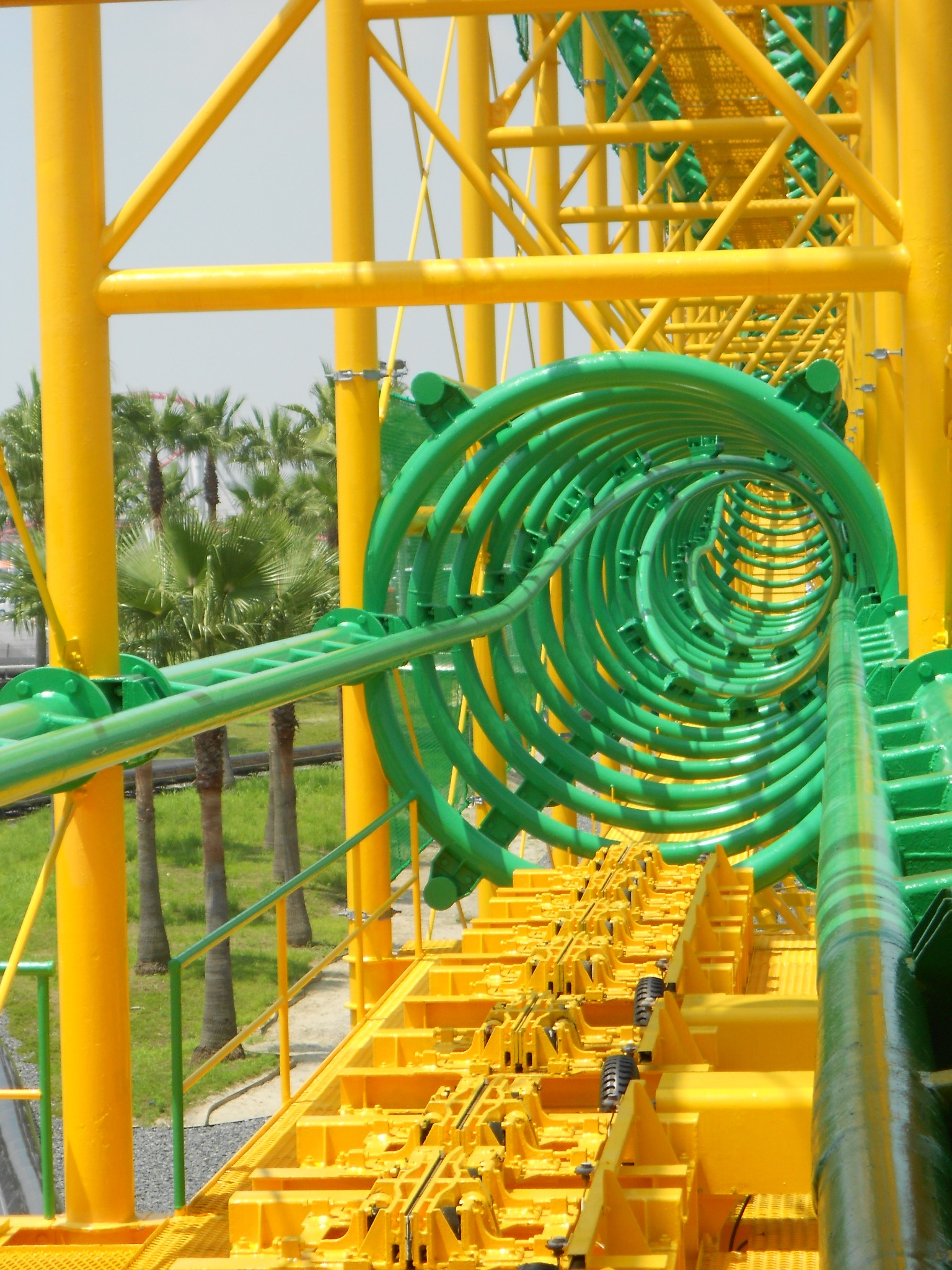
Ultra Twister in Nagashima Spa Land

Ein Pipeline Coaster ist ein Achterbahnmodell, bei dem die Züge zwischen den Schienen fahren, im Gegensatz zu einer traditionellen Achterbahn, bei der sie darüber fahren. Das Konzept wurde zuerst von der japanischen Fahrgeschäftfirma TOGO entwickelt und war als Ultra Twister bekannt. Sie bauten sechs Installationen des Entwurfs, von denen noch vier in Betrieb sind. Arrow Dynamics hat eine alternative Version des Konzepts erstellt, die es jedoch nie über das Prototypenstadium in der Entwicklung hinaus geschafft hat. Intamin experimentierte auch mit dem Pipeline-Konzept, baute und verlegte ein Modell, das als Spiral Coaster bekannt war, dieses ist aber nicht mehr in Betrieb. Zu den Nachteilen des Designs gehören die Notwendigkeit großer, unbequemer Schultergurte sowie die Behinderung der Sicht des Fahrers durch die geschlossene Rohrstruktur.

## Geschichte
TOGO entwickelte den ersten Pipeline Coaster und den ersten Ultratwister, der 1985 im Vergnügungspark Tokyo Dome City in Tokio, Japan, mit dem Namen Ultra Twister gebaut wurde. Die Attraktion wurde in japanischen Parks ziemlich populär, und ein Jahr nach dem Bau der ersten kaufte Six Flags eine dieser Achterbahnen für ihren Themenpark Six Flags Great Adventure, wo sie bis 1990 blieb, anschließend in Six Flags AstroWorld verlegt und 2005 geschlossen wurde. Dieser Coaster blieb der einzige seines Typs in Amerika. Der amerikanische Ultratwister blieb bis zu seinem Abtransport in Six Flags America gelagert.
Das Modell von TOGO war das einzige einigermaßen erfolgreiche Design. Sechs davon wurden hergestellt und waren aufgrund ihrer geringen Stellfläche in kleinen Parks erfolgreich. Die Bahn dreht die Fahrer dreimal durch drei Heartline-Rolls und nutzt einen speziellen, nahezu vertikalen Lifthill. Dieser würde aufgrund von Wartungsarbeiten zu Ausfallzeiten führen und der Lifthill des Ultra Twister von Six Flags wurde von Premier Rides während der Verlegung nach Six Flags AstroWorld auf einen weniger steilen Winkel umgebaut.
In den frühen 1990er Jahren versuchte Arrow Dynamics, einen Pipeline Coaster zu entwickeln. Nur einer davon wurde als Prototyp im Werk von Arrow in Utah gebaut. Die Pläne wurden aufgrund von Unebenheit und anderen Faktoren insgesamt verworfen. In den frühen 1990er Jahren versuchte John Wardley zweimal, eines davon in Alton Towers zu bauen. Der zweite Versuch wurde entworfen, dann aber für die Achterbahn Nemesis verschrottet. Die Achterbahn wurde nicht vollständig fertiggestellt, da Wardley den Prototyp nach dem Fahren nicht abnahm.
Mitte der 1990er Jahre baute Intamin in Südkorea einen Spiral Coaster. Über das Design ist nicht viel bekannt, es wurde aber nur einer dieser Coaster gebaut. Der Spiral Coaster wurde nach Kuwait verlegt und im Jahr 2000 im Al-Sha'ab Leisure Park eröffnet, aber 2005 nach nur fünf Jahren Betrieb geschlossen. Die Fahrt blieb bis zu ihrer Entfernung im Jahr 2017 stillgelegt.

## Installationen
| Name                                                    | Park                                                             | Hersteller | Geöffnet       | Status                                                       |
| ------------------------------------------------------- | ---------------------------------------------------------------- | ---------- | -------------- | ------------------------------------------------------------ |
| Ultra Twister Megaton                                   | Mitsui Greenland - Arao                                          | TOGO       | 1994           | In Betrieb                                                   |
| Spiral Coaster Ehemalig Sky Plaza Comet                 | Al-Sha’ab Leisure Park Sky Plaza                                 | Intamin    | 2000 1996      | Stillgelegt 2005 geschlossen 1999 geschlossen                |
| Ultra Coaster Ehemalig Ultra Twister                    | Marah Land Sabahiya Ikoma Skyland                                | TOGO       | 2008 unbekannt | Stillgelegt 2005–2006 geschlossen                            |
| Unbekannt Ehemalig Ultra Twister Ehemalig Ultra Twister | Six Flags America Six Flags AstroWorld Six Flags Great Adventure | TOGO       | N/A 1990 1986  | Stillgelegt (verschrottet) 2005 geschlossen 1988 geschlossen |
| Ultra Twister                                           | Washuzan Highland                                                | TOGO       | 1991           | In Betrieb                                                   |
| Ultra Twister                                           | Nagashima Spa Land                                               | TOGO       | 1984           | In Betrieb                                                   |
| Ultra Twister                                           | Rusutsu Resort                                                   | TOGO       | 1989           | In Betrieb                                                   |
| Ultra Twister                                           | Tokyo Dome City                                                  | TOGO       | 1985           | Stillgelegt                                                  |